# Tarif
Tarif (z arabštiny) může znamenat sazbu, poplatek a předpisy pro jejich užívání (sazebník) nebo může znamenat platovou třídu v soustavě mezd.

## Advokátní tarif
Odměny advokátů a náhrady advokátů za poskytování právních služeb řeší Vyhláška č. 177/1996 Sb. Ministerstva spravedlnosti o odměnách advokátů a náhradách advokátů za poskytování právních služeb (advokátní tarif).

## Cenová sazba za elektrickou energii
Vysoký tarif se spolu s nízkým tarifem používá pouze u dvoutarifní sazby odběru elektrické energie.

## Tarif v dopravě
Tarif nebo tarifní systém je označení pro pravidla, podle kterých se ve veřejné dopravě určuje cena za cestu mezi výchozí a cílovou zastávkou.
Tarifní systém tvoří popis struktury jízdného a odpovídající řady různých typů jízdenek, založených na této struktuře.
Tarif ve spojení s jízdním či letovým řádem musí obsahovat všechny údaje potřebné pro výpočet přepravného. Pro dopravce vyplývá povinnost stanovovat a zveřejňovat tarify z několika právních předpisů, zejména zákona o silniční dopravě a zákona o drahách. Tarify se zveřejňují například v jízdních řádech, ve vozidlech a ve stanicích nebo zastávkách.
V České republice jsou některé orgány veřejné moci oprávněny pro některé druhy dopravy stanovit maximální ceny.[zdroj?]

### Tarifní politika
Tarify jsou určovány tarifní politikou. Téměř vždy vycházejí z nákladů přepravce a závisí na mnoha faktorech. Těmi mohou být vzdálenost, úroveň a kvalita přepravy (to také bývá v tarifu samotném uvedeno). U železniční sítě má vzhledem k monopolnímu postavení dopravce, Českých drah vliv i stát (obdobně tomu je i v jiných zemích). Příkladem takové podpory může být degrese, tedy umělé snižování cen pro cesty na dlouhé vzdálenosti, jako vyjádření podpory státu svým okrajovým a špatně dostupným územím.

### Tarifní soustava
Většinou je stanoven jeden základní tarif a na něj se váže mnoho zvláštních tarifů, stanovených podle objemu přepravy, času nebo vzdálenosti. Při tvorbě tarifů se vychází z ekonomicky oprávněných nákladů a přiměřeného zisku pro dopravce či přepravce.

### Integrované dopravní systémy
V integrovaných dopravních systémech se zpravidla dopravci ve smlouvě s organizátorem IDS zavazují vyhlásit pro svoji dopravu jednotný tarif celého systému.

## Datový tarif
Datový tarif je tarif předplatného od poskytovatele mobilních služeb za službu, která dodává  informace. Datový tarif může mít buď neomezené využití nebo může být účtován na základě skutečného množství přenesených dat.